# District de Baoshan
Le district de Baoshan (宝山区 ; pinyin : Bǎoshān Qū) est une subdivision de la municipalité de Shanghai en Chine.

## Parc
- Parc Gucun